# Okręg wyborczy Plaistow
Okręg wyborczy Plaistow powstał w 1918 r. i wysyłał do brytyjskiej Izby Gmin jednego deputowanego. Okręg obejmował Plaistow, część dystryktu West Ham w hrabstwie Essex. Został zlikwidowany w 1950 r.

## Deputowani do brytyjskiej Izby Gmin z okręgu Plaistow
- 1918–1945: Will Thorne, Partia Pracy
- 1945–1950: Elwyn Jones, Partia Pracy